# Sun Weiwei
Sun Weiwei (chinesisch 孙伟伟, Pinyin Sūn Wěiwěi; * 13. Januar 1985 in Liaoning) ist eine chinesische Langstreckenläuferin.
2002 wurde sie beim Peking-Marathon in ihrer persönlichen Bestzeit von 2:25:15 Sechste, und 2003 gewann sie den Hongkong-Marathon.
Bei den Junioren-Weltmeisterschaften 2004 kam sie im 5000-Meter-Lauf auf den vierten Platz. 2005 wurde sie Zweite beim Xiamen- und Dritte beim Peking-Marathon, 2006 gewann sie diese beiden Rennen und wurde Zweite beim Köln-Marathon.
Im Jahr darauf wurde sie Zweite beim Xiamen-Marathon und belegte beim Marathon der Leichtathletik-Weltmeisterschaften 2007 in Osaka den 21. Platz.